# Монастир Святого Саркіса на горі Сурбсаркіс
Монастир Святого Саркіса (вірм. Գագա Սուրբ Սարգիս վանք — вірменський монастир, на території сучасного Азербайджану, знаходиться в 500 метрах на схід від сучасного вірменського кордону і в 4 км на захід від села Даш Салахлі. Він розташований на вершині гори Сурбсаркіс на висоті 922 метрів над рівнем моря, і 420 метрів вище підніжжя гори.

## Історія
Храм носить своє ім'я на честь Святого Саргіса — одного з проповідників християнства у Вірменії. Пізніше, Месроп Маштоца заснував два храми на його честь, перший — монастир Святого Саргіса в селі Уші, другий — описуваний. Ці події були зафіксовані вірменським істориком Кіракосом Гандзакеці в своїй багатотомній праці «Історія Вірменії».
Ці події також були описані грузинськими джерелами.
Згідно з літописом 1130 року: 
|  | Величезна орда вершників, що складається з варварів різних племен, наповнила область і хотіла зруйнувати храм, побудований в пам'ять святого Саргіса. Однак Господь не дав здійснитися цьому, посваривши варварів між собою |

Літопис 1163 року говорить: 
|  | Атабеков Елтукуз, увірвавшись в район Гага з величезною армією, захотів підпалити монастир, однак всі воїни Елтукуза були отруєні отрутою змії |

Історик Вардан Великий в оповіданні про монгольських походах повідомляє: 
|  | знаменита фортеця Гаг з областю, побудована царем Гагіком, де знаходився славний, відомий всьому світу монастир (св. Саргіса) з хрестом і церква, побудована і освячення св. вардапетом Месропом і перекладачем вірменським, яка стоїть на вершині Гага і панує над широким і безмежним полем |

У 1230-х роках в монастирі оселився відомий вірменський історик Ованнес Тавушеці.
Монастир Святого Саргіса був одним із центрів паломництва в регіоні. Його відвідували на Великдень і по неділях. Згідно з архівними документами і написами на стіні церкви монастиря, передостання реставрація комплексу проведена в 1851 році вірменином з Тифлісу Есаі Нурінянцом: Як свідчать архівні документи та деякі написи на стінах монастиря, в монастирі Святого Саргіса був здійснений капітальний ремонт. Після цього ага Саркіс Варшамян також провів реставрацію.
Збереглися цікаві відомості, згідно з якими гроші на відновлення монастиря збирали 736 віруючих і сума склала 2210 рублів 23 копійки. А ось останню реставрацію провів Арзуман Хачатурович Тер-Саркісянц з села Кот Ґазахського району.
В Азербайджані вірменський монастир, як і всі інші вірменські монастирі Карабаху, вважається «албанським» і називається монастирем Авей (азерб. Avey məbədi (див. Прийоми ревізіонізму в азербайджанській історіографії).

## Опис
Найбільш ранні написи, що збереглися на стінах монастиря, датуються XIII століттям, пізні — XIX-м. У 1986 році монастир відвідала група, що складається з істориків і археологів, які зафіксували, що велика частина написів була зішкрябана, залишалися тільки переривчасті накреслення літер.
Архівні матеріали свідчать, що в 1886 році «на стінах монастиря були написані інші написи, які заважають повністю прочитати інформацію.»